# Copa Constitució 2008-2009
La Copa Constitució 2000-2001 è stata la 17ª edizione della Coppa di Andorra di calcio, disputato tra il 18 gennaio ed il 24 maggio 2009. Il FC Santa Coloma ha vinto il trofeo per l'ottava volta.

## Primo turno
Gli incontri si disputarono il 18 gennaio 2009.
| Squadra 1               | Risultato | Squadra 2                 |
| ----------------------- | --------- | ------------------------- |
| UE Extremenya           | 5 - 1     | CE Principat B            |
| Atlètic Club d'Escaldes | 2 - 3     | Casa Estrella del Benfica |
| FC Lusitanos B          | 7 - 1     | CE Jenlai                 |

## Secondo turno
Gli incontri si disputarono tra il 20 e il 23 gennaio 2009.
| Squadra 1                 | Risultato | Squadra 2             |
| ------------------------- | --------- | --------------------- |
| UE Extremenya             | 3 - 2     | FC Rànger's           |
| Casa Estrella del Benfica | 0 - 4     | Inter Club d'Escaldes |
| FC Encamp                 | 10 - 6 dr | UE Engordany          |
| FC Lusitanos B            | 1 - 3     | CE Principat          |

## Quarti di finale
Gli incontri di andata si disputarono il 1° mentre quelli di ritorno l'8 febbraio 2009.
| Squadra 1             | Totale | Squadra 2       | Andata | Ritorno |
| --------------------- | ------ | --------------- | ------ | ------- |
| UE Extremenya         | 1 - 8  | UE Santa Coloma | 0 - 4  | 1 - 4   |
| Inter Club d'Escaldes | 0 - 5  | FC Santa Coloma | 0 - 2  | 0 - 3   |
| CE Principat          | 3 - 2  | UE Sant Julià   | 1 - 1  | 2 - 1   |
| FC Encamp             | 2 - 13 | FC Lusitanos    | 0 - 5  | 2 - 8   |

## Semifinale
Gli incontri di andata si disputarono il 10 mentre quelli di ritorno il 17 maggio 2009.
| Squadra 1       | Totale | Squadra 2       | Andata | Ritorno  |
| --------------- | ------ | --------------- | ------ | -------- |
| UE Santa Coloma | 1 - 7  | FC Santa Coloma | 1 - 5  | 0 - 2    |
| CE Principat    | 4 - 7  | FC Lusitanos    | 3 - 3  | 1 - 4 dr |

## Finale
La finale si giocò il 24 maggio 2009.
| Aixovall 24 maggio 2009 | FC Santa Coloma | 6 – 1 | FC Lusitanos | Estadi Comunal d'Aixovall |